# Janet Frameová
Janet Frameová, vlastním jménem Nene Janet Paterson Clutha (28. srpna 1924 Dunedin – 29. ledna 2004 Dunedin) byla novozélandská spisovatelka.

## Životopis
Studovala na University of Otago a pracovala jako učitelka. Ve věku 21 let se pokusila o sebevraždu a byla u ní diagnostikována schizofrenie, poté byla téměř deset let hospitalizována v různých novozélandských léčebnách a léčena elektrošoky. Za svoji první sbírku povídek The Lagoon and other Stories získala v roce 1951 Cena Huberta Churche. Následná publicita vedla k tomu, že lékaři se rozhodli upustit od lobotomie, kterou původně chtěli vyřešit její psychické obtíže. Po propuštění z ústavu se jí ujal spisovatel Frank Sargeson a umožnil jí napsat první román Owls Do Cry (1957). Poté se živila jako učitelka tvůrčího psaní, často pobývala v zahraničí a kriticky se vyjadřovala o provinčnosti novozélandské společnosti. Dodatečně bylo zjištěno, že Frameová není schizofrenička a že její potíže pravděpodobně souvisejí s poruchou autistického spektra.

## Dílo
Literární dílo Janet Frameové zahrnuje povídky, romány, eseje i básně. Největší úspěch měla její autobiografická trilogie To the Is-land, An Angel at My Table a The Envoy from Mirror City. Její tvorba se často zabývá tématy osamění a vyvržení, vyznačuje se prolínáním reality a fikce, obrazným jazykem, četnými odkazy na literární klasiku a důrazem na ženskou problematiku, Frameová tak bývá řazena k magickému realismu a postmodernismu a přirovnávána k Virginii Woolfové.
V češtině vyšla sbírka jejích próz Sněhuláku, sněhuláku / Laguna (Dauphin 2019, přeložil Denis Molčanov)

## Ocenění
V roce 1965 získala Robert Burns Fellowship, v roce 1983 Řád Britského impéria, v roce 1989 cenu Nadace Commonwealthu a v roce 1990 Řád Nového Zélandu. Byla také nominována na Nobelovu cenu za literaturu.
Jane Campionová natočila podle jejích vzpomínek v roce 1990 film Anděl u mého stolu s Kerry Fox v hlavní roli.